# Chợ Pratunam
Pratunam (tiếng Thái: ประตูน้ำ, phiên âm: Bơ-la-tu-nam) là một trong những chợ lớn của Bangkok, tập trung vào mặt hàng quần áo. Chợ vừa là chợ bán sỉ vừa là chợ bán lẻ. Chợ còn là địa điểm tham quan hấp dẫn nhất trong hành trình tham quan Bangkok. Tên Pratunam có nghĩa là cửa nước.

## Vị trí
Chợ nằm trên giao lộ chủ yếu cho khách du lịch là giao điểm của Ratchaprarop Phetburi và các tuyến đường trong quận Ratchathewi.

## Hàng hóa
Chợ buôn bán quần áo, vải và dệt may là chủ yếu. Các mặt hàng khác cũng có buôn bán nhưng ít hơn. Chợ bán với giá sỉ, các cửa hàng tập trung thành từng dãy và có khi trải dài đến tận Chợ Bo-be. Ở đây có khu ẩm thực, các ngân hàng chuyên đổi tiền cho du khách. Cạnh khu chợ là khu khách sạn dành cho du khách nước ngoài.

## Phương tiện đến chợ
Từ ga Ratchathewi (BTS) đi theo lối ra bên phải, xuống cầu thang raa giao lộ Phetchaburi, men theo khu bán hàng thời trang Platinum Mall.
Hoặc, đi theo lối ra tại ga Chidlom (cũng có thể viết là Chitlom) (BTS), rẽ bắc (bên phải) tại Gaysorn Plaza, và đi bộ đến siêu thị Big C và trung tâm thể thao là đến chợ.

## Thời gian tham quan chợ
Để tham quan hết chợ này, du khách phải mất một ngày. Đây được xem là chợ tập trung nhiều nhất khách du lịch và các thương lái đến lấy hàng đến từ khắp thế giới. Xung quanh chợ còn là nơi tập trung nhiều khu trung tâm thương mại lớn và các cửa hàng thời trang danh tiếng.

## Ảnh

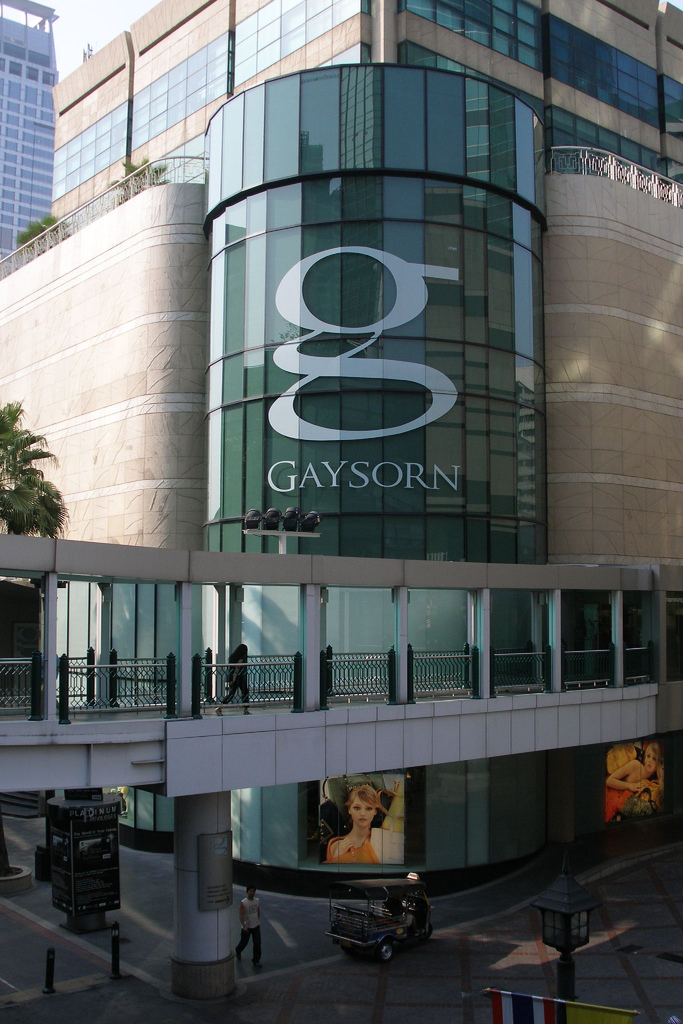
Gaysornplaza
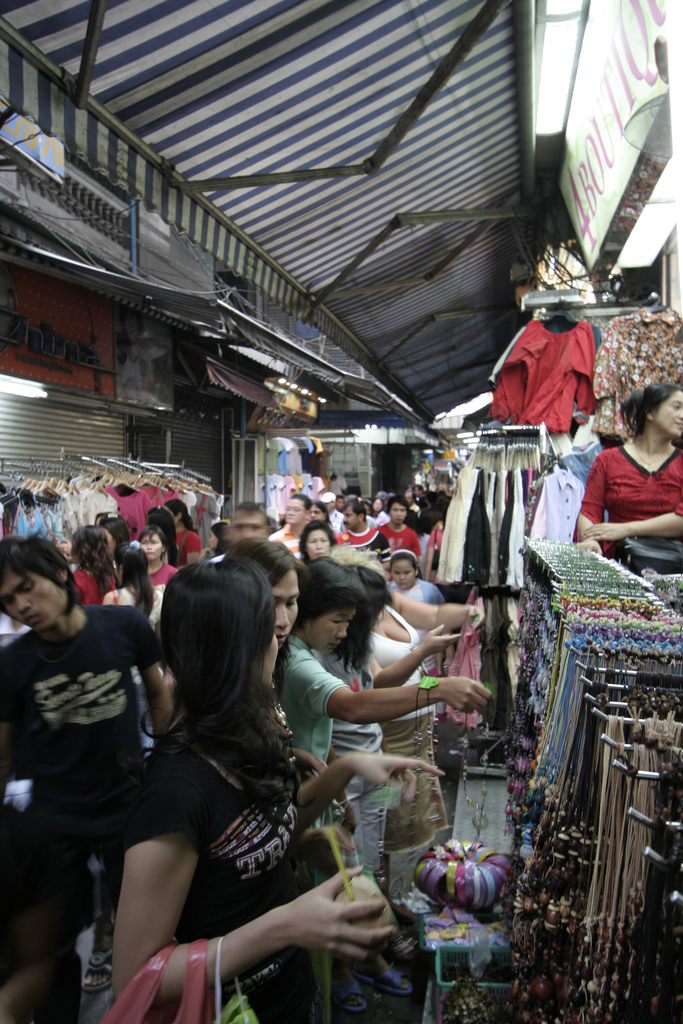
Chợ là chợ sỉ vừa là chợ bán lẻ trong đó bán quần áo là chủ yếu